# El Derrumbo
El Derrumbo är en ort i Honduras.   Den ligger i departementet Departamento de Copán, i den västra delen av landet, 180 km väster om huvudstaden Tegucigalpa. El Derrumbo ligger 1 101 meter över havet och antalet invånare är 929.
Terrängen runt El Derrumbo är huvudsakligen kuperad. El Derrumbo ligger uppe på en höjd. Runt El Derrumbo är det ganska glesbefolkat, med 48 invånare per kvadratkilometer. Närmaste större samhälle är Santa Rosa de Copán, 1,9 km norr om El Derrumbo.  